# JanSport

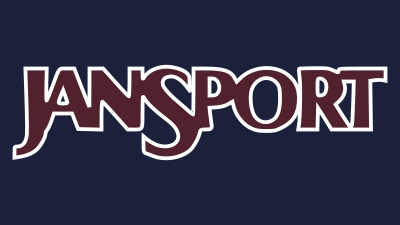
Logotip de la marca d'esports.

JanSport és una marca de motxilles propietat de VF Corporation, una de les companyies de roba més grans del món. JanSport va ser fundada l'any 1967 a Seattle (Washington), Estats Units per Murray Pletz, la seva dona Janis "Jan" Lewis (d'aquí el nom de l'empresa) i el seu pare Norman Pletz.
La seu corporativa de JanSport es troba a Denver (Colorado), a la seu de VF Outdoor, on comparteix oficines amb les divisions germanes de The North Face, Smartwool, Altra Running, Icebreaker i Eastpak. JanSport és el major fabricant mundial de motxilles, i juntament amb The North Face va vendre gairebé la meitat de totes les motxilles petites que es venen als Estats Units.
JanSport va començar desenvolupant la motxilla de marc extern que utilitzava un marc metàl·lic amb una motxilla de tela connectada. Els productes elaborats inclouen motxilles tècniques de dia i motxilles de marc intern. Fins a principis de la dècada de 1990, totes les motxilles JanSport es fabricaven als Estats Units.
A diferència d'altres fabricants, JanSport ofereix una garantia de per vida en els seus productes. La marca JanSport és especialment popular entre els estudiants.